# 张正红
张正红（1970年9月—），男，汉族，重庆人，中国共产党党员，中华人民共和国政治人物。清华大学土木水利学院水利水电工程专业毕业，研究生学历，拥有硕士学位。

## 生平
曾任四川省住房和城乡建设厅厅长。2021年出任四川省攀枝花市委书记，2024年9月调离攀枝花市，出任蜀道投资集团有限责任公司党委书记、董事长。